# Maza (Piloña)
Maza (asturisch Santana de Maza) ist eines von 24 Parroquias in der Gemeinde Piloña in Asturien, Nordspanien. Der Hauptort des Parroquia ist Beroñes. Der Rio Fontoria durchfließt das Parroquia. Über die AS 254 ist das Parroquia per Auto oder Bus zu erreichen. Die 88 Einwohner (2011) leben in 6 Dörfern mit dem Pico Bierces (776 M) als höchste Erhebung in den Sierra de Ques, die das Parroquia im Norden begrenzen.

## Dörfer und Weiler
- Beroñes 23 Einwohner 2011 43° 19′ 39″ N, 5° 25′ 44″ W
- Les Covayes 30 Einwohner 2011 43° 19′ 15″ N, 5° 25′ 27″ W
- Les Cuerries 30 Einwohner 2011 43° 19′ 4″ N, 5° 26′ 37″ W
- La Felgueera unbewohnt 2011
- La Llinariega 3 Einwohner 2011
- Raneu 2 Einwohner 2011

## Sehenswürdigkeiten
- Pfarrkirche „Iglesia Santa Ana de Maza“43° 19′ 27″ N, 5° 25′ 44″ W